# Vandenberg Village (Kalifornija)
Vandenberg Village je naseljeno područje za statističke svrhe u američkoj saveznoj državi Kalifornija. Prema popisu stanovništva iz 2010. u njemu je živjelo 6.497 stanovnika.